# Ziegelhütte (Feuchtwangen)
Ziegelhütte war ein Gemeindeteil der Stadt Feuchtwangen im Landkreis Feuchtwangen (Mittelfranken, Bayern). Ziegelhütte lag in der Gemarkung Feuchtwangen.

## Geografie
Die Einöde lag 0,3 km südwestlich von Feuchtwangen auf einer Höhe von 447 m ü. NHN an einer Chaussee, die von Feuchtwangen nach Dinkelsbühl führte. Im Norden befanden sich die Krautgärten bei der Gerber-Scheune, im Südwesten gab es eine Lehmgrube und im Süden grenzte das Schleiffeld an, das als Ackerland genutzt wurde. Im Osten lag die Brühl, die als Weideland genutzt wurde.

## Geschichte
Ziegelhütte lag im Fraischbezirk des ansbachischen Oberamtes Feuchtwangen. Die Ziegelei hatte jeweils zur Hälfte das Stadtvogteiamt Feuchtwangen und das Stiftsverwalteramt Feuchtwangen als Grundherrn. Von 1797 bis 1808 unterstand der Ort dem Justiz- und Kammeramt Feuchtwangen.
Mit dem Gemeindeedikt (frühes 19. Jahrhundert) wurde Ziegelhütte dem Steuerdistrikt und der Munizipalgemeinde Feuchtwangen zugeordnet. Bei der Vergabe der Hausnummern erhielt sie die Nr. 202b. Zu dem Anwesen gehörten ungefähr 3 ha Grund, auf dem hauptsächlich Lehm abgebaut wurde. Ziegelhütte war nach Feuchtwangen gepfarrt und gehörte zum Schulsprengel Feuchtwangen. Nach der Volkszählung von 1885 galt die Ziegelhütte als unbewohnt. Sie wurde seitdem auch nicht mehr als Ortsteil geführt. An ihrer Stelle wurde 1910 eine Villa errichtet, die, wie die heute noch bestehenden Nebengebäude der Ziegelhütte, denkmalgeschützt ist (→ Baudenkmal D-5-71-145-23). Die Villa ist Haus-Nr. 9 der Dinkelsbühler Straße.

## Einwohnerentwicklung
| Jahr      | 001818 | 001836 | 001840 | 001861 | 001871 | 001885 |
| Einwohner | 4      | 7      | 9      | *      | 7      | 0      |
| Häuser    | 1      | 1      | 1      |        |        | 1      |
| Quelle    | [ 9 ]  | [ 10 ] | [ 11 ] | [ 12 ] | [ 13 ] | [ 6 ]  |